# Jacek Grudzień (dziennikarz)
Jacek Grudzień (ur. 5 stycznia 1967) – polski dziennikarz, dyrektor łódzkiego oddziału TVP, wykładowca.

## Życiorys
Absolwent Wydziału Prawa i Administracji na Uniwersytecie Łódzkim. W 1992 roku został dziennikarzem Radia Łódź, był łódzkim korespondentem Sygnałów dnia. Od 1998 roku związany z TVP3 Łódź, w latach 2012 - 2016 był dyrektorem łódzkiego oddziału TVP.
Jest wykładowcą akademickim na kierunku dziennikarstwo i komunikacja społeczna w Akademii Humanistyczno-Ekonomicznej w Łodzi.
Od 20 grudnia 2019 pełni obowiązki dyrektora Wydziału Kultury Urzędu Miasta Łodzi.

## Nagrody (wybrane)
- 2011: Wyróżnienie przez organizacje pozarządową "Punktem dla Łodzi”[7].
- 2009: II nagrodę w konkursie SDP na Najlepszego Dziennikarza roku w Łodzi[8].
- Nagroda "Press".
- Laureat Nagrody dla Najlepszego Dziennikarza Regionu Łódzkiego.
- Nagroda za najlepszy program kulturalny w 2011 roku.

## Cykl programów TVP[7]
- "Kocham łódzkie"
- "Łódzkie Forum"
- "Rozmowy Dnia"
- "Debaty obywatelskie Gorący temat"
- "Strefa Piotrkowska"
- "Łódzcy Europejczycy".